# Robert Waś
Robert Waś (ur. w 1971) – polski lekkoatleta, który specjalizował się w biegach średnich i długich.
Brązowy medalista mistrzostw Polski w roku 1993 na dystansie 1500 metrów. Startował w barwach warszawskiej Legii. 

## Rekordy życiowe
| Konkurencja      | Rezultat | Miejsce   | Data             |
| ---------------- | -------- | --------- | ---------------- |
| Bieg na 800 m.   | 1:49,80  | Białystok | 24 sierpnia 1991 |
| Bieg na 1500 m.  | 3:45,10  | Poznań    | 31 maja 1992     |
| Bieg na 3000 m.  | 8:18,52  | Warszawa  | 15 września 1990 |
| Bieg na 10000 m. | 31:55,00 | Warszawa  | 23 września 1990 |